# Unione Sportiva Calcio Caravaggese 2007-2008
Questa pagina raccoglie le informazioni riguardanti l'Unione Sportiva Calcio Caravaggese nelle competizioni ufficiali della stagione 2007-2008.

## Rosa
| N. |                   | Ruolo | Calciatore         |
| -- | ----------------- | ----- | ------------------ |
|    | Italia (bandiera) | D     | Silvio Anesa       |
|    | Italia (bandiera) | C     | Michele Arrigoni   |
|    | Italia (bandiera) | A     | Claudio Bonetti    |
|    | Italia (bandiera) | D     | Stefano Botti      |
|    | Italia (bandiera) | C     | Luca Brambilla     |
|    | Italia (bandiera) | P     | Fabio Carrara      |
|    | Italia (bandiera) | P     | Fabrizio Casazza   |
|    | Italia (bandiera) | D     | Silvio Cassaro     |
|    | Italia (bandiera) | C     | Francesco Chinelli |
|    | Italia (bandiera) | C     | Fabio Cinetti      |
|    | Italia (bandiera) | C     | Roberto Crea       |
|    | Italia (bandiera) | P     | Mauro Desperati    |
|    | Italia (bandiera) | D     | Cristian Forlani   |
|    | Italia (bandiera) | C     | Alessandro Gadau   |
|    | Italia (bandiera) | D     | Luigi Galimberti   |

| N. |                      | Ruolo | Calciatore           |
| -- | -------------------- | ----- | -------------------- |
|    | Italia (bandiera)    | A     | Giuseppe Gambino     |
|    | Italia (bandiera)    | C     | Alessio Germani      |
|    | Ghana (bandiera)     | A     | Okyere Asante Gullit |
|    | Belgio (bandiera)    | C     | Laurent Kwembeke     |
|    | Italia (bandiera)    | C     | Matteo Lombardo      |
|    | Italia (bandiera)    | C     | Ivan Manzoni         |
|    | Rep. Ceca (bandiera) | A     | Thomas Mica          |
|    | Italia (bandiera)    | D     | Giacomo Mignani      |
|    | Italia (bandiera)    | A     | Stefano Panfilo      |
|    | Italia (bandiera)    | C     | Claudio Panzeri      |
|    | Italia (bandiera)    | C     | Luca Piraccini       |
|    | Italia (bandiera)    | D     | Cristian Remedio     |
|    | Italia (bandiera)    | A     | Mattia Roselli       |
|    | Italia (bandiera)    | C     | Matteo Sonzogni      |
|    | Italia (bandiera)    | A     | Mario Tagliente      |